# Rainer-Maria-Rilke-Preis für Lyrik
Der Rainer-Maria-Rilke-Preis für Lyrik wurde auf Initiative des Suhrkamp-Verlegers Siegfried Unseld anlässlich des 100. Geburtstags Rainer Maria Rilkes gemeinsam mit Rilkes Enkel Christoph Sieber-Rilke 1975 gestiftet. Letzterer lobte für die erstmalige Vergabe eine Summe von DM 5000,- aus.
Der Preisträger sollte dann jeweils seinen Nachfolger bestimmen. Dabei war nur festgelegt, dass es sich um deutschsprachige Lyrikerinnen oder Lyriker handeln musste. Nach Borns Tod kurz nach der Zuerkennung wurde der Preis nicht mehr vergeben.

## Preisträgerinnen und Preisträger
- 1975: Karl Krolow[2]
- 1976: Hilde Domin[3]
- 1977: Ernst Meister[4]
- 1978: Christoph Meckel[5]
- 1979: Nicolas Born[6]